# Achim Brunnengräber
Achim Brunnengräber (* 1963 in Lorsch) ist ein deutscher Politikwissenschaftler am Otto-Suhr-Institut der Freien Universität Berlin. Seine Forschungsschwerpunkte sind im Bereich der Energiepolitik, Klimapolitik und Atompolitik.

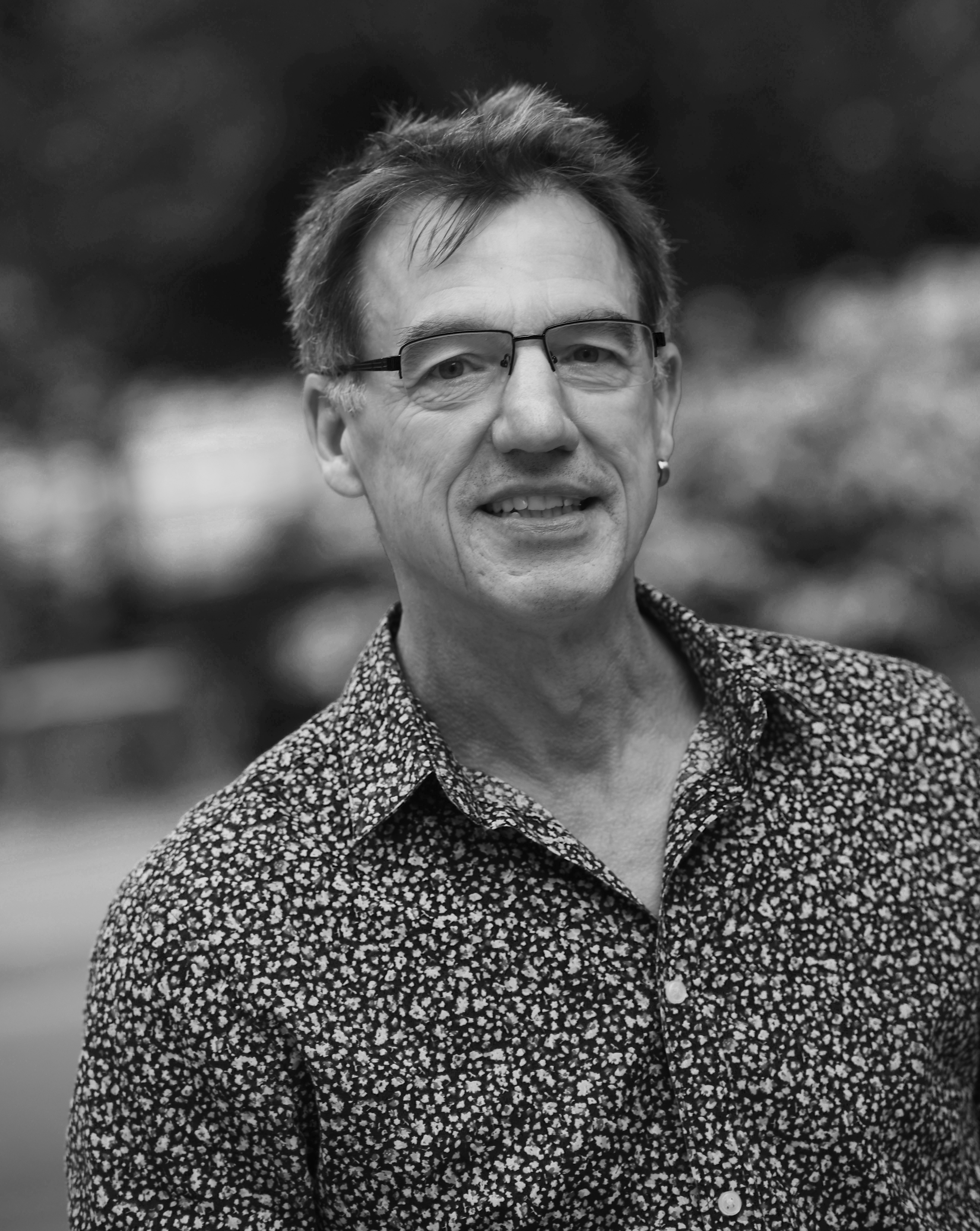
Achim Brunnengräber (2021)

## Leben
Brunnengräber absolvierte zwischen 1983 und 1987 ein Lehramtsstudium mit den Fächern Gemeinschaftskunde, Physik und Mathematik an der Pädagogischen Hochschule Heidelberg. Im Anschluss wechselte er 1988 an die Freie Universität Berlin und begann dort ein Studium der Politikwissenschaft, das er 1992 als Diplom-Politologe abschloss. Daran anschließend folgte von 1993 bis 1995 ein Aufbaustudium in Entwicklungspolitik mit dem Schwerpunkt Nichtregierungsorganisationen an der Universität Bremen, mit dem sich Brunnengräber 1996 zusätzlich zum Diplom-Entwicklungspolitologen qualifizierte.
Im Jahre 1996 kehrte er an die FU Berlin zurück, um dort am Fachbereich Politik- und Sozialwissenschaften zu promovieren. Seine 2000 vorgelegte und verteidigte Dissertation hat das Thema Transnationale Netze im Konfliktfeld Klima. Nicht-Regierungs-Organisationen als „neue“ Akteure in der internationalen Politik. Am gleichen Fachbereich habilitierte sich Brunnengräber im Juli 2007 mit einer Schrift zum Thema Global Climate Governance. Eine Mehrebenenanalyse der politischen Ökonomie des Klimas und einem Vortrag zum Thema Parlamente im Globalisierungsprozess.
Im Anschluss an seine Habilitation wurde Brunnengräber am Fachbereich Politik- und Sozialwissenschaften der FU Berlin zum Privatdozenten ernannt. Am dortigen Otto-Suhr-Institut für Politikwissenschaft erhielt er im Wintersemester 2007/08 eine Gastprofessur für Internationale Politische Ökonomie. Vom Wintersemester 2009/10 bis zum Sommersemester 2012 hatte er die Professur für Internationale Politik an der Technischen Universität Dresden vertretungshalber inne.

## Forschungstätigkeit
In seinen Forschungen beschäftigt sich Achim Brunnengräber hauptsächlich mit Internationaler Politischer Ökonomie, Theorien Internationaler Beziehungen, Multi-Level-Governance und Global Governance, Umwelt- und Klimapolitik, globalen Politiknetzwerken, globalen Protestbewegungen sowie Formen globaler Demokratie.
Brunnengräber ist Vertrauensdozent der Heinrich-Böll-Stiftung und war von 2003 bis 2022 Mitglied im wissenschaftlichen Fachbeirat Nord-Süd. Von März 2000 bis Oktober 2002 war Brunnengräber wissenschaftlicher Mitarbeiter beim Bundestagsabgeordneten Ernst Ulrich von Weizsäcker, dem Vorsitzenden der Enquête-Kommission Globalisierung der Weltwirtschaft – Herausforderungen und Antworten. Zwischen Mai 2002 und Juni 2007 leitete er das vom Bundesministerium für Bildung und Forschung geförderte Forschungsprojekt Global Governance und Klimawandel. Eine Mehrebenenanalyse zu den Bedingungen, Risiken und Chancen sozial-ökologischer Transformationen.
Von 2013 bis 2017 war Achim Brunnengräber Leiter des Arbeitspaketes International vergleichende Analyse von Endlagerungs-Governance im Mehrebenen-System unter besonderer Berücksichtigung von Akteuren, Politikinstrumenten und Institutionen als Teilprojekt der Forschungsplattform Entsorgungsoptionen für radioaktive Reststoffe: Interdisziplinäre Analysen und Entwicklung von Bewertungsgrundlagen (ENTRIA).
Seit 2019 ist Achim Brunnengräber Projektleiter im Team der FU Berlin für das Verbundvorhaben Transdisziplinäre Forschung zur Entsorgung hochradioaktiver Abfälle in Deutschland (TRANSENS), dass mit 15 anderen Universitäten, Instituten bzw. Fachgebieten in Deutschland und der Schweiz kooperiert. Gefördert wird es durch das Bundesministerium für Wirtschaft und Klimaschutz (BMWK) und das Niedersächsische Ministerium für Wissenschaft und Kultur im Niedersächsischen Vorab der Volkswagenstiftung (Laufzeit: 10/2019 – 10/2024)
Gemeinsam mit Lutz Mez gibt Brunnengräber die im VS Verlag für Sozialwissenschaften Buchreihe Energiepolitik und Klimaschutz heraus.

## Publikationen

### Monographien
- Brunnengräber, Achim (2019, 2. Überarbeitete Auflage): Ewigkeitslasten. Die „Endlagerung“ radioaktiver Abfälle als soziales, politisches und wissenschaftliches Projekt, Baden-Baden: edition sigma in der Nomos Verlagsgesellschaft / zugleich: Schriftenreihe der Bundeszentrale für politische Bildung bpb, Band 10361, Bonn. ISBN 978-3-7425-0361-9 Weitere Informationen zur Publikation Ewigkeitslasten
- Brunnengräber, Achim (2013): Klimaskeptiker in Deutschland und ihr Kampf gegen die Energiewende, in: FFU-Report 3/2013, Berlin.
- Brunnengräber, Achim (2009): Die politische Ökonomie des Klimawandels Ergebnisse Sozial-ökologischer Forschung, Band 11, München: oekom-Verlag. ISBN 3-86581-096-9
  - zugleich Habil.-Schr. unter dem Titel: Global Climate Governance. Eine Mehrebenenanalyse der politischen Ökonomie des Klimas, FU Berlin 2007.
- Brunnengräber, Achim et al (2008): Das Klima neu denken. Eine sozial-ökologische Perspektive auf die lokale, nationale und internationale Klimapolitik, Münster: Westfälisches Dampfboot. ISBN 3-89691-732-3
- Brand, Ulrich; Brunnengräber, Achim; Schrader Lutz; Stock, Christian; Wahl Peter (2000): Global Governance. Alternativen zur neoliberalen Globalisierung? Münster: Westfälisches Dampfboot. ISBN 3-89691-471-5
- Walk, Heike; Brunnengräber, Achim (2000): Die Globalisierungswächter. NGOs und ihre transnationalen Netze im Konfliktfeld Klima, Münster: Westfälisches Dampfboot. ISBN 3-89691-485-5

### Herausgeberschaften
- Brohmann, Bettina; Brunnengräber, Achim; Hocke, Peter; Isidora Losada, Ana Mariá (Hrsg.) (2021): Robuste Langzeit-Governance bei der Endlagersuche. Soziotechnische Herausforderungen im Umgang mit hochradioaktiven Abfällen, Bielefeld: transcript. ISBN 978-3-8394-5668-2
- Brunnengräber, Achim; Haas, Tobias (Hrsg.) (2020): Baustelle Elektromobilität. Sozialwissenschaftliche Perspektiven auf die Transformation der (Auto‑)Mobilität, Bielefeld: transcript.
- Brunnengräber, Achim; Di Nucci, Maria Rosaria (Eds.) (2019): Conflicts, Participation and Acceptability in Nuclear Waste Governance. An International Comparison (Volume III), Wiesbaden: Springer VS.
- Brunnengräber, Achim; Di Nucci, Maria Rosaria; Isidoro Losada, Ana María; Mez, Lutz and Schreurs, Miranda (Eds.) (2018): Challenges of Nuclear Waste Governance. An International Comparison (Volume II), Wiesbaden: Springer VS.
- Brunnengräber, Achim (Hrsg.) (2016): Problemfalle Endlager. Gesellschaftliche Herausforderungen im Umgang mit Atommüll, Baden-Baden: edition sigma in der Nomos Verlagsgesellschaft. ISBN 978-3-8487-3510-5
- Brunnengräber, Achim; Di Nucci, Maria Rosaria; Isidoro Losada, Ana María; Mez, Lutz and Schreurs, Miranda (Eds.) (2015): Nuclear Waste Governance. An International Comparison (Volume I), Wiesbaden: Springer VS.
- Dietz, Kristina; Engels, Bettina; Pye, Oliver; Brunnengräber, Achim (Eds.) (2014): The Political Ecology of Agrofuels, Oxford: Routledge.
- Brunnengräber, Achim; Di Nucci, Maria Rosaria (Hrsg.) (2014): Im Hürdenlauf zur Energiewende. Von Transformationen, Reformen und Innovationen, Wiesbaden: Springer VS. (Festschrift für Lutz Mez).
- Brunnengräber, Achim (Hrsg.) (2011): Zivilisierung des Klimaregimes. NGOs und soziale Bewegungen als Akteure der nationalen, europäischen und internationalen Politik, Wiesbaden: VS Verlag für Sozialwissenschaften, VS Research Energiepolitik und Klimaschutz. ISBN 3-531-18086-X
- Altvater, Elmar; Brunnengräber, Achim (Eds.) (2011): After Cancún: Climate Governance or Climate Conflicts, Wiesbaden: VS Verlag für Sozialwissenschaften, VS Research Energiepolitik und Klimaschutz.
- Brunnengräber, Achim; Burchardt, Hans-Jürgen; Görg, Christoph (Hrsg.) (2008): Mit mehr Ebenen zu mehr Gestaltung? Multi-Level-Governance in der transnationalen Sozial- und Umweltpolitik, Schriften zur Governance-Forschung des Wissenschaftszentrums Berlin (WZB), Baden-Baden: Nomos. ISBN 3-8329-3624-6
- Altvater, Elmar; Brunnengräber, Achim (Hrsg.) (2008): Ablasshandel gegen Klimawandel? Marktbasierte Instrumente in der globalen Klimapolitik und ihre Alternativen. Hamburg: VSA. ISBN 3-89965-291-6
- Brunnengräber, Achim; Walk, Heike (Hrsg.) (2007): Multi-Level-Governance. Umwelt‑, Klima- und Sozialpolitik in einer interdependenten Welt, Schriften zur Governance-Forschung des Wissenschaftszentrums Berlin (WZB), Band 9, Baden-Baden: Nomos. ISBN 3-8329-2706-9
- Brunnengräber, Achim; Klein, Ansgar; Walk, Heike; (Hrsg.) (2005): NGOs im Prozess der Globalisierung. Mächtige Zwerge – umstrittene Riesen, Bonn: Schriftenreihe der Bundeszentrale für politische Bildung (Band 400) und Wiesbaden: VS Verlag für Sozialwissenschaften. ISBN 3-8100-4092-4
- Brunnengräber, Achim (Hrsg.) (2003): Globale öffentliche Güter unter Privatisierungsdruck, Münster: Westfälisches Dampfboot (Festschrift für Elmar Altvater). ISBN 3-89691-548-7
- Brunnengräber, Achim; Klein, Ansgar; Walk, Heike (Hrsg.) (2001): NGOs als Legitimationsressource. Zivilgesellschaftliche Partizipationsformen im Globalisierungsprozess, Opladen: Leske & Budrich.
- Altvater, Elmar; Brunnengräber, Achim; Haake, Markus; Walk, Heike (Hrsg.) (20002): Vernetzt und Verstrickt. Nicht-Regierungs-Organisa-tionen als gesellschaftliche Produktivkraft, Münster: Westfälisches Dampfboot (1. Auflage 1997). ISBN 3-8100-3130-5